# غبار دنباله‌دار
غبار دنباله‌دار (انگلیسی: Comet dust) به گرد و غبار کیهانی که از یک دنباله‌دار سرچشمه می‌گیرد گفته می‌شود. گردوغبار دنباله‌دار می‌تواند اطلاعاتی در مورد منشأ و شکل‌گیری دنباله‌دار ارائه دهد. هنگامی که زمین از بین فضای آغشته به غبار دنباله‌دار عبور می‌کند، یک بارش شهابی در اتمسفر آن می‌تواند ایجاد شود، برای مثال: گرد و غبار دنباله‌دار هالی منشأ بارش شهابی اوریون بوده است.

## ویژگی‌های فیزیکی

### اندازه
بیشتر ذرات گرد و غبار دنباله‌دار در اندازهٔ زیر میکرومتر تا اندازهٔ تقریبی حدود میکرومتر است. با این حال، ماندگاری این بخش کوتاه‌مدت است چون فشار تابش باعث می‌شود که آن‌ها از منظومه شمسی بیرون رانده‌شوند یا درون آن به‌صورت چرخش مارپیچ به دور خود بچرخند.
اندازهٔ بزرگ‌تر بعدی کلاس «پفکی» یا «خوشه‌گونه» هایی که از دانه‌های نمونهٔ بالا تشکیل شده است. این‌ها دانه‌ها معمولاً ۲۰ تا ۱۰۰ میکرومتری هستند؛ اندازه‌ای که قراردادی نیست، اما این اندازهٔ سنگ‌دانه‌هایی
است که مشاهده‌شده، سنگ‌های متخلخلی که آمادهٔ شکستنو یا فشردگی هستند.
ذرات بزرگ‌تر ریزشهاب‌واره (میکرو) هستند، نه گرد و غبار. در غیاب تعریف اتحادیه بین‌المللی اخترشناسی، , گروه‌ها تعاریف خود از گردوغبار را ابداع کردند: کوچک‌تر از ۱۰۰ میکرومتر، 50٬، ۴۰ ٬ 30, و 20 میکرون، و <10 μm. برخی از آنها گرد و غبار/ برخی از تعریف‌ها تقریبی یا نامفهوم هستند، ۵۰، ۴۰، ۳۰، و ۲۰ میکرون. برخی از این تعاریف گرد و غبار یا ریزشهاب‌سنگ تقریبی یا مبهم هستند، برخی همپوشانی دارند یا متناقض هستند.
اتحادیه بین‌المللی اخترشناسی بیانیه رسمی خود را در سال ۲۰۱۷ منتشر کرد. شهاب‌سنگ‌ها از ۳۰ میکرومتر تا ۱ متر هستند، کوچک‌تر از این گرد و غبار است و اصطلاح «میکرومتوروئید» پشتیبانی نمی‌شود (اگرچه میکرومتریت بله). المپیاد جهانی ریاضی از تعریف جدید آگاه شد، اما هنوز تعریف‌های پیشین را در سایت خود نشان می‌دهد. سایت Meteoritical Society تعریف قبلی خود؛ 0.001 سانتی‌متر را حفظ کرده است. AMS هیچ تعریف دقیقی ارسال نکرده است.

### ترکیب
گردوغبار به‌طور کلی در ترکیب‌بندی کندریت است. مونومرهای آن حاوی سیلیکات‌های مافیک مانند الیوین و پیروکسن است. سیلیکات‌ها غنی از فورستریت و انستاتیت با دمای میعانات بالا هستند. در متراکم شدن سریع آنها با هم نمی‌پیوندند بلکه ذرات بسیار کوچکی را تشکیل می‌دهند، نه آنکه قطره‌وار در هم ادغام شوند.
مانند شهاب‌واره‌های کندریتی این ذرات حاوی سولفید آهن شهاب‌سنگ «Fe (Ni)» و «GEMS» (شیشه با فلز و سولفیدهای جاسازی شده) هستند.

اندازه‌های گوناگونی از مواد آلی شون (CHON) وجود دارد. اگرچه مواد آلی فراوانی از نظر کیهانی وجود دارد و به‌طور گسترده‌ای وجود آنها در دنباله‌دارها پیش‌بینی شده، اما وجود آنها از نظر طیفی در بیشتر تلسکوپ‌ها مشخص نیست. مواد آلی فقط طی طیف‌سنجی جرمی در حین پروازهای پروازهای کناری ناوگان هالی تأیید می‌شدند. برخی از مواد آلی به صورت «PAH» (هیدروکربن آروماتیک چندحلقه‌ای) هستند.

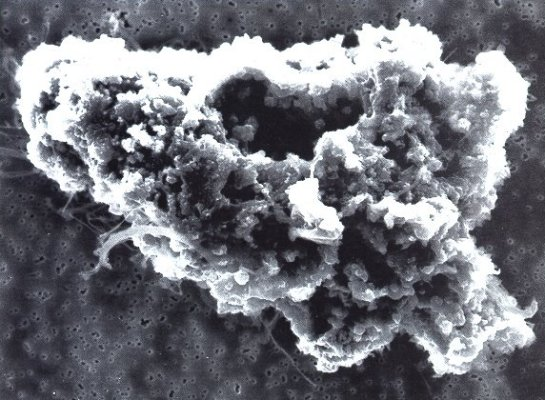
نمای میکروسکوپی ذرات غبار دنباله‌دار

ممکن است مقدار بسیار کمی از دانه‌های مواد معدنی پیش‌خورشیدی «presolar (PSG)» نیز در این غبار پیدا شود.

## منشأ گردوغبار و دنباله‌دار
مدل‌های مبدأ دنباله‌دارها عبارتند از:
1. مدل بین ستاره‌ای،
2. مدل سامانهٔ خورشیدی،
3. توده‌های آوار اولیه،
4. تجمع خرده‌سیاره‌ها در دیسک گردوغبار پیرامون اورانوس - نپتون،
5. پوسته‌های سرد مواد توسط باد پیش‌ستاره پراکنده شد.

ویژگی‌های پرحجم گردوغبار دنباله‌دار مانند چگالی و همچنین ترکیب شیمیایی می‌تواند بین مدل‌ها تمایز قائل شود. برای مثال، نسبت‌های ایزوتوپی دنباله‌دار و غبار بین ستاره‌ای بسیار مشابه هستند، که نشان‌دهندهٔ داشتن یک منشأ مشترک است.